# Cerco de Damasco (1148)
O cerco de Damasco foi um confronto militar que ocorreu entre 24 e 29 de julho de 1148, durante a Segunda Cruzada. Os cruzados tentaram tomar a cidade de Damasco, então em poder dos búridas, uma dinastia turca nominalmente vassala dos califas abássidas. O cerco terminou com uma derrota decisiva dos atacantes, que levaria á desintegração da cruzada.
As duas principais forças cristãs que marcharam para a Terra Santa em resposta ao apelo do papa Eugénio III e Bernardo de Claraval para uma segunda cruzada era lideradas pelo rei Luís VII de França e Conrado III da Germânia. Ambos enfrentaram grandes dificuldades na marcha através da Anatólia nos meses que se seguiram, tendo perdido grande parte dos seus exércitos. O objetivo inicial dos cruzados era Edessa (atualmente Şanlıurfa, no sudeste da Turquia), mas para Balduíno III de Jerusalém e para os templários o alvo preferido era Damasco. No concílio de Acre, realizado a 24 de junho de 1148, os líderes franceses, alemães e do Reino de Jerusalém decidiram dirigir a cruzada para Damasco.
Os cruzados planearam atacar a cidade de oeste, onde havia pomares que os abasteceriam de comida. tendo chegado ao exterior das muralhas da cidade, montaram imediatamente um cerco, usando madeira dos pomares. A 27 de julho, os cruzados decidiram mudar-se para a planície do lado oriental da cidade, que era menos fortificado, mas que tinha muito menos comida e água. O emir de Alepo Noradine, genro de Muinadim Unur, emir de Damasco, foi em auxílio dos seus recentes aliados búridas e cortou a rota dos cruzados da sua posição anterior, vital para o seu abastecimento. Os comandantes cruzados locais recusaram-se a prosseguir com o cerco, pelo que os três reis não tiveram outra opção que não fosse abandonar a cidade. Todas as tropas cruzadas retiraram de volta para Jerusalém a 28 de julho.

### Leitura complementar
- The Damascus Chronicle of the Crusaders, extraído da Crónica de ibne Alcalanici. Editado e traduzido por H. A. R. Gibb. Londres, 1932.
- Guilherme de Tiro. A History of Deeds Done Beyond the Sea.  Editado e traduzido por E. A. Babcock e A. C. Krey. Columbia University Press, 1943.